# Andrei Wladislawowitsch Popow
Andrei Wladislawowitsch Popow (russisch Андрей Владиславович Попов; * 15. Juli 1988 in Tscheljabinsk, Russische SFSR) ist ein russischer Eishockeyspieler, der zuletzt bis April 2020 beim HK Traktor Tscheljabinsk aus der Kontinentalen Hockey-Liga unter Vertrag gestanden und dort auf der Position des rechten Flügelstürmers gespielt hat.

## Karriere
Andrei Popow begann seine Karriere als Eishockeyspieler in seiner Heimatstadt in der Nachwuchsabteilung des HK Traktor Tscheljabinsk, für dessen zweite Mannschaft er von 2003 bis 2005 in der drittklassigen Perwaja Liga aktiv war. Anschließend gab der Flügelspieler in der Saison 2005/06 sein Debüt für die Profimannschaft des HK Traktor in der Wysschaja Liga, der zweiten russischen Spielklasse. Mit seiner Mannschaft gelang ihm dabei der Aufstieg als Zweitligameister in die Superliga, in der er in den folgenden beiden Jahren auflief.
Vom Beginn der Saison 2008/09 an stand Popow für den HK Traktor Tscheljabinsk in der neu gegründeten Kontinentalen Hockey-Liga auf dem Eis. Parallel kam er in der Saison 2009/10 für Traktors Juniorenmannschaft in der multinationalen Nachwuchsliga Molodjoschnaja Chokkeinaja Liga zum Einsatz und erzielte 26 Scorerpunkte, davon elf Tore, in 14 Spielen. Für das KHL-Team erzielte er im gleichen Zeitraum in 54 Spielen 15 Tore und gab zwölf Vorlagen. Zur Spielzeit 2016/17 wechselte er schließlich für drei Jahre zum Ligakonkurrenten Ak Bars Kasan, wo er 2018 den Gagarin-Pokal gewann. Im Sommer 2019 kehrte Popow für ein Jahr zu seinem Stammverein nach Tscheljabinsk zurück.

### International
Für Russland nahm Popow an der U18-Junioren-Weltmeisterschaft 2006 teil. In sechs Spielen erzielte er dabei drei Tore und gab zwei Vorlagen.

## Erfolge und Auszeichnungen
- 2006 Wysschaja-Liga-Meister und Aufstieg in die Superliga mit dem HK Traktor Tscheljabinsk
- 2018 Gagarin-Pokal-Gewinn und Russischer Meister mit Ak Bars Kasan

## Statistik
(Stand: Ende der Saison 2019/20)